# Comix 2000
Comix 2000  (ISBN 2-84414-022-X) est un album de bandes dessinées muettes de 2 000 pages (la reliure est du même type que celle d'un dictionnaire du type Petit Larousse), dessiné par 324 auteurs de 29 pays différents à l'occasion du passage à l'an 2000. Ce livre a été édité par L'Association.
La coordination de l'ouvrage a été assurée par Jean-Christophe Menu, sa conception graphique est due à Étienne Robial. 

## Description
Les auteurs participant à cet album ont été retenus, par une petite commission d'auteurs. Des auteurs célèbres du milieu de la bande dessinée indépendante y côtoient des artistes parfois méconnus.
Dans le but d'être compréhensible par tous et dans tous les pays, les bandes dessinées sont complètement muettes et dépourvues de dialogues.
Malgré un format difficile à diffuser, le Comix 2000, aujourd'hui épuisé[Quand ?], s'est vendu à plus de 12 000 exemplaires et constitue une « photographie » de la bande dessinée indépendante internationale[réf. souhaitée].
Il existe un album comme cadeau adhérent de l'association Le rab de Comix 2000 (One shot):scénario et dessins collectifs
Il existe deux autres albums : Comix 2000 - Le rab de Comix 2000 ainsi que Le rab du rab comme cadeau adhérent bienfaiteur.

## Auteurs
| AJessica Abel, Filipe Abranches, Peggy Adam, Dario Adanti, Kalah Allen, Suzy Amakane, Ambre, Max Andersson, Andreas, Anne-Fred, Craig Au Yeung Ying Chai, Diego Aranega, Aurélia Aurita, Popay Ayguavives, François Ayroles, BRafaele Bacchetta, Alex Baladi, Edmond Baudoin, Fred Belonie, Olle Berg, Nick Bertozzi, Frédérique Bertrand, Brian Biggs, Clement Bikao, Christophe Blain, Matthieu Blanchin, Stéphane Blanquet, Blexbolex, Frédéric Boilet, Paz Boïra, Pakito Bolino, David Bolvin, Conrad Botes, Simon Bossé, Denis Bourdaud, Jean Bourguignon, Émile Bravo, Mat Brinkman, Lætitia Brochier, Matt Broersma, Emmanuel Brughera, CMax Cachimba, Julio Caetano, Calpurnio, Captain Cavern, Jean-François Caritte, Rémy Cattelain, Géraldine Cavalli, Florence Cestac, Jean-Christophe Chauzy, Mariana Chiesa Mateos, Lee Chihoi, Laurent Cilluffo, Cizo, David Collier, Colonel Moutarde, Greg Cook, Marco Corona, Philippe Coudray, DDavid B., Étienne Davodeau, Frédéric de Broutelles, Jan-Willem de Vries, Ludovic Debeurme, Jean-Philippe Delhomme, Guy Delisle, Jean-Claude Denis, Denis Deprez, Mike Diana, Joe Dog, Gaëtan Dorémus, Julie Doucet, Olivier Douzou, Boyan Drenec, Eric Drooker, Jean-Pierre Duffour, Jean-Yves Duhoo, Charles Dutertre, Sophie Dutertre, EEdith, Mauro Entrialgo, FYann Fastier, Faujour, Ester Ferrandiz, Feuchtenbergerowa, Alex Fito, Sylvie Fontaine, Vincent Fortemps, Émile Franc, Frankyravi, Fredox, Renée French, Ursula Fürst, GG.G., Gérard Gaillard, Anne Gallet, Line Gamache, Sergio García, Alain Garrigue, Jochen Gerner, Dominique Goblet, Philippe Gerbaud, Golo, Julie Graux, Guillaume Guerse, Emmanuel Guibert, Aurélie Guillerey, Thierry Guitard, |  | HMatti Hagelberg, Kazuichi Hanawa, Tom Hart, Maaike Hartjes, Hendrik Hegray, Mark Hendriks, William Henne, Manolo Hidalgo, Hideshi Hino, Dylan Horrocks, Milan Hulsing, IImius, Ivang, JBenoît Jacques, Caroline Jaegy, Adam Jamieson, Jason, Brad Johnson, Joisson Philippe, Joko, Louis Joos, Josépé, Olivier Josso, Denis Jourdin, Juanjo el Rápido, KKafka, Kakouwo, Hyuna Kang, Megan Kelso, Hironori Kikuchi, Patrice Killoffer, Kamel Khalif, Chris Knox, James Kochalka, Yoshihiro Koizumi, Mattt Konture, Kati Kovács, Erik Kriek, Krystine Kryttre, LLa Sofrocogedec, Éric Lambé, Sergio Langer, Roger Langridge, Chris Lanier, Manu Larcenet, Karel Lauwers, Lauzán, Yannick Lecoeur, Étienne Lécroart, Matthias Lehmann, Sandrine Lemoult, Léo, Håkan Lindgren, Linhart, Liniers, Lolmède, Jean-Christophe Long, Xavier Löwenthal, Lubie, Maximiliano Luchini, Gunnar Lundkvist, MM. Culbuto, Nicolas Mahler, Markus, Pauline Martin, Gérard Marty, Marc-Antoine Mathieu, Mathis, Mats?!, Michaël Matthys, Massimo Mattioli, Pierre Maurel, Max, Mazan, Jean-Christophe Menu, Mezzo, Sasha Mihajlovich, Mika, Mimi, Harry Morgan, Morvandiau, Ricardo Mosner, Hideyasu Moto, Moulinex, Lillian Mousli, Mutis, Muzo, NNash, Morgan Navarro, Neurone Pipéro, Carlos Nine, Nicoulaud, Hans Nissen & Valkeapää, Noyau, Nuvish, Terhi Numminen, OOkuda Robot, Olaf, Javier Olivares, Annmari Olsson, Thomas Ott, Pierre Ouin, | PP.Gui, Pajak, José Parrondo, Pascal, Frederik Peeters, Pepe Farruqo, Jean-Michel Perrin, Renaud Perrin, Ethan Persoff, Lorenz Peter, Phil, Marc Pichelin, Elenio Pico, Michel Pirus, Placid, Frédéric Poincelet, Carlos Portela & Kohell, Pyon, RPascal Rabaté, Ibn Al Rabin, Brian Ralph, Nadia Raviscioni, Jake Raynal & Claire, Ron Regé, Jr., Rémi, Axel Renaux, Helge Reumann, Sandrine Revel, Stefano Ricci, Fabrice Rivière, Rocco, Jenni Rope, Stéphane Rosse, Marcel Ruijters, SDavid Sandlin, Sanghon, Pablo Sapia, Mathieu Sapin, Lorenzo Sartori, Tobias Schalken, Charlie Schlingo, Bart Schoofs, Géraldine Servais, Joann Sfar, Tamir Shefer, Natacha Sicaud, Allan Sieber, R. Sikoryak, Siris, Lars Sjunnesson, Anna Sommer, Stanislas, Ted Stearn, Michaël Sterckeman, Florence Sterpin, Richard Suicide, Caroline Sury, TMathew Tait, Alfonso Tamayo, Tanitoc, Hervé Tanquerelle, TG, Tom Tirabosco, Tofépi, Antonella Toffolo, Esteban Tolj, Tomasz Tomaszewski, Martin Tom Dieck, Touïs, Rick Trembles, Lewis Trondheim, Troub's, Katja Tukiainen, Typex, UUlf K, VRodéric Valambois, Anne van der Linden, Stefan J. H. van Dinther, Peter Guido van Driel, Thierry Van Hasselt, David Vandermeulen, Vincent Vanoli, Jean-Emmanuel Vermot-Desroches, Laurent Verron, Martin Veyron, Vladimir, Berend J. Vonk, Ben Vranken, WChris Ware, Muddy Wehalla, Lorcan White, Willem, Skip Williamson, Winshluss, Nikola Witko, Wostok & Grabowski, YHok Tak Yeung, Yoan, Yülle, ZZanzim, Danijel Zezelj, Fabio Zimbres, Aleksandar Zograf, Zou, |